# Limenitis latifascia
Limenitis latifascia är en fjärilsart som beskrevs av Perkins 1967. Limenitis latifascia ingår i släktet Limenitis och familjen praktfjärilar. Inga underarter finns listade i Catalogue of Life.